# 1952年の松竹ロビンス
1952年の松竹ロビンスでは、1952年シーズンの松竹ロビンスの動向をまとめる。
この年の松竹ロビンスは、新田恭一監督の2年目のシーズンであり、このシーズン終了後、大洋ホエールズと合併したため、松竹ロビンスとしての最後のシーズンである。

## 概要

### シーズン開幕前
シーズン開幕前、リーグは代表者会議で勝率3割を切ったチームには処罰を与えることを決定した。これは、1950年オフに西日本が西鉄と合併して以来、セントラル・リーグ所属チームが奇数となり、日程が組みにくかったことから、チームを減らすべきであるという論調が強く、弱いチームを排除することにより、チーム数を偶数に戻すことを念頭に置いた決定であったと考えられている。ただし、開幕前の時点では2シーズン連続最下位、かつ前年に一度は大洋との合併が報じられた広島カープが処罰対象になるという予想が強く、広島県内でも「カープの抹殺」という見方をされていた。しかし、松竹もオーナー企業である商社の田村駒の経営が悪化し、2年前の1950年のリーグ初代王者になった時の主力選手である真田重男、岩本義行、大島信雄の放出を強いられて弱体化が明確になっていた。

### 前半戦
シーズンが開幕すると、松竹は3月21日の開幕戦（呉市二河野球場）で広島の高卒新人太田垣喜夫に完投勝利を許し、同試合を含むロード広島4連戦を1勝2敗1分とした後、4月26日からの7連敗、5月14日からの8連敗、そして29日にこれを止めた後の31日から再び7連敗と太田が連敗が続き、3度目の7連敗となった6月7日時点では48試合で12勝35敗1分、勝率.255となった。この時点で松竹は最終勝率3割達成のためには残り72試合で24勝48敗、勝率.333が必要となっていた。ただし、広島も松竹以上に敗北を重ね、同日時点で39試合8勝29敗2分、勝率.216と極度に低迷していたため、処罰によって消滅する危険性があるのはまずは広島、あるいは松竹という状況になっていた。ここで松竹は6月21日と22日（ダブルヘッダー）の大洋戦3連勝で全勝（3タテ）し、前半戦終了時点では61試合で19勝41敗1分、勝率.317となっていた。これは2年前の「水爆打線」の中核でありチームに残留していた小鶴誠の活躍が大きく、前半戦の12本塁打は前年の24本塁打に並ぶペースだった。

### 後半戦の失速
しかし、後半戦59試合のノルマが17勝42敗、勝率.288だった松竹は7月に国鉄スワローズや大洋に勝ち越したものの、7月26日からは対広島3連戦を含む7連敗となり、8月8日の大阪戦にはエースとなっていた小林恒夫の5安打完封勝利で連敗を止めたものの、翌9日の大阪戦から引き分けなしの10連敗を記録し、7月26日から8月24日までの合計で1勝17敗の惨状となった。その理由は極端な貧打で、この約1ヶ月間、松竹は4点以上取った試合が一つも無かった。小鶴は4番として試合に出続けていたが、同期間の大半を含めて32試合本塁打がなかった。その間、松竹は6位を維持していたものの、8月23日は最下位（7位）の広島に続いて松竹も勝率3割を割り込んだ。8月30日の広島戦ダブルヘッダーでは第1戦に相手のエースだった長谷川良平から6点を奪って連敗を10、同カードでの連敗も5で止めたものの、月間成績は2勝14敗となり、試合消化の遅かった広島には月末で2ゲーム差の劣勢となっていた。
9月に入ると松竹の試合間隔は開き、その中で広島と6試合を消化した。ここで松竹は小林が2試合で完封勝利をおさめたが、残りの4試合は3敗1分だった。この時期も松竹打線の貧打は変わらず、7日の大洋戦第1試合（西京極球場）では同年の盗塁王となる金山次郎が延長20回のサヨナラ三塁打を放って2-1と勝利したものの、この試合を含む同月内の12試合で3点以上取ったのは1試合しかなく、同月は3勝8敗1分、通算は106試合で30勝74敗2分の勝率.288で勝率3割を切る状況が続いた。9月28日の国鉄とのダブルヘッダー（川崎球場）では小林恒夫と島本和夫の2枚看板を先発させたがともに敗れて5連敗となり、試合のなかった9月30日には広島に抜かれて最下位へ転落した。

### 「処罰」の確定
10月2日（ダブルヘッダー）と3日にはホームとなる藤井寺球場で広島との最後の3連戦が行われ、2日目の第2試合では3月25日以来実に103試合ぶりとなるチーム9得点の援護を受けた小林が2失点での完投勝利を収めたが、3連戦全体では1勝2敗となり、広島の6位確保と最終勝率3割到達に道を開くこととなった。ただし、この時点では松竹も残り11試合を5勝6敗（勝率.455）で行けば最終勝率3割を達成できていたが、5日の名古屋ダブルヘッダー2試合（中日球場）と6日の国鉄戦（中日）、中2日開けて再び国鉄と西京極で対戦した9日の2試合と10日の第1試合で全敗し、3日の広島戦から続けてシーズン6度目の7連敗となった。これで松竹は残り5試合全勝がノルマとなり、10日の第2試合では小鶴の17号本塁打や片山博の国鉄打線を完封などで勝利したものの、最後に残ったロード下関市営球場での大洋4連戦では10月12日の第1戦で大洋のエース高野裕良に4安打で完封負けを喫し、残り3試合で最終勝率3割の可能性が消滅した。チーム最終戦となった13日の第2戦では三村勲が5打点を挙げ、これが本人の引退試合ともなった井筒研一が2年ぶりの勝利を1失点完投で飾ったが、最終成績は最終勝率3割に2勝分届かない34勝84敗2分、勝率2割8分8厘の最下位でシーズンを終えることとなった。
対戦成績では特に広島との直接対決で5勝13敗2分に終わったのが最後に響いた。また、同じ関西を本拠地とする大阪戦や強豪球団の巨人戦では大阪球場が1万人を超える公式観客数を記録して賑わったが、基本的には対戦相手の人気に依存する体質が強く、特に平日開催となった9月の広島戦では大阪球場で300人（17日）と500人（18日）、10月の広島戦では藤井寺球場ではあったもののわずかに200人（2日）と120人（3日）、最後のホームゲームとなった国鉄戦でも西京極球場で2000人（9日）と500人（10日）など、チームの存亡がかかった大一番でも観客動員数が極めて少ないという不人気ぶりを脱却できず、同年から始まったフランチャイズ制による球団収入確保の恩恵が受けられなかった。

### 大洋との合併
シーズン終了後、松竹への処罰の履行が問題となり、様々なチームとの合併案が持ち上がったが、最終的に松竹は大洋との対等合併を合意し、翌年から「大洋松竹ロビンス」と名称変更することとなった。形式的には対等合併であるものの、各種記録と球団の系譜を大洋側の存続としたことと、1955年シーズンから松竹が球団経営から撤退し、「大洋ホエールズ」に名称を戻していることから、実質的には吸収合併であり、セントラル・リーグ初代優勝からわずか2年で球団が消滅することとなった。また、赤嶺昌志の影響が強かった小鶴・金山・三村・片山の4人が揃って広島へ移籍し（赤嶺旋風）、そのまま新球団の洋松ロビンスに参加した旧松竹の選手と大きく二分される結果となった。

## チーム成績

### レギュラーシーズン
| 1 | 二 | 金山次郎 |
| 2 | 左 | 綱島新八 |
| 3 | 中 | 小鶴誠   |
| 4 | 三 | 三村勲   |
| 5 | 右 | 吉田和生 |
| 6 | 一 | 小林章良 |
| 7 | 遊 | 宮崎仁郎 |
| 8 | 捕 | 目時春雄 |
| 9 | 投 | 荻原隆   |

| 順位 | 4月終了時 | 4月終了時 | 5月終了時 | 5月終了時 | 6月終了時 | 6月終了時 | 7月終了時 | 7月終了時 | 8月終了時 | 8月終了時 | 9月終了時 | 9月終了時 | 最終成績 | 最終成績 |
| ---- | --------- | --------- | --------- | --------- | --------- | --------- | --------- | --------- | --------- | --------- | --------- | --------- | -------- | -------- |
| 1位  | 巨人      | --        | 巨人      | --        | 巨人      | --        | 巨人      | --        | 巨人      | --        | 巨人      | --        | 巨人     | --       |
| 2位  | 名古屋    | 2.5       | 大洋      | 3.0       | 大阪      | 5.5       | 大阪      | 3.0       | 大阪      | 6.0       | 大阪      | 5.5       | 大阪     | 3.5      |
| 3位  | 大洋      | 4.0       | 大阪      | 3.0       | 名古屋    | 5.5       | 名古屋    | 6.5       | 名古屋    | 7.0       | 名古屋    | 7.0       | 名古屋   | 7.0      |
| 4位  | 大阪      | 4.5       | 名古屋    | 5.0       | 大洋      | 12.5      | 大洋      | 12.5      | 大洋      | 18.5      | 大洋      | 21.5      | 大洋     | 25.0     |
| 5位  | 国鉄      | 8.0       | 松竹      | 18.0      | 国鉄      | 21.0      | 国鉄      | 25.0      | 国鉄      | 31.5      | 国鉄      | 31.5      | 国鉄     | 33.0     |
| 6位  | 松竹      | 9.0       | 国鉄      | 18.5      | 松竹      | 24.5      | 松竹      | 29.0      | 広島      | 37.5      | 広島      | 43.5      | 広島     | 44.5     |
| 7位  | 広島      | 10.5      | 広島      | 19.0      | 広島      | 25.5      | 広島      | 29.5      | 松竹      | 39.5      | 松竹      | 44.0      | 松竹     | 48.0     |

| 順位 | 球団             | 勝 | 敗 | 分 | 勝率 | 差   |
| 1位  | 読売ジャイアンツ | 83 | 37 | 0  | .692 | 優勝 |
| 2位  | 大阪タイガース   | 79 | 40 | 1  | .664 | 3.5  |
| 3位  | 名古屋ドラゴンズ | 75 | 43 | 2  | .636 | 7.0  |
| 4位  | 大洋ホエールズ   | 58 | 62 | 0  | .483 | 25.0 |
| 5位  | 国鉄スワローズ   | 50 | 70 | 0  | .417 | 33.0 |
| 6位  | 広島カープ       | 37 | 80 | 3  | .316 | 44.5 |
| 7位  | 松竹ロビンス     | 34 | 84 | 2  | .288 | 48.0 |

## オールスターゲーム1952
この年の松竹ロビンスから選出された選手はなかった。

## 表彰選手
| リーグ・リーダー | リーグ・リーダー | リーグ・リーダー | リーグ・リーダー |
| 選手名           | タイトル         | 成績             | 回数             |
| ---------------- | ---------------- | ---------------- | ---------------- |
| 金山次郎         | 盗塁王           | 63個             | 2年ぶり2度目     |

| 選出なし |

### 注
1. ↑  結果として、これが同年の松竹にとって最長の連勝記録。
2. ↑  広島は次戦の10月5日に大洋戦で勝利し、最終勝率3割到達が確定。
3. ↑  この直接対決で松竹があと2勝すれば、広島との順位が入れ替わり、かつ広島が最終勝率3割を割る事態となっていた。